# Penny Lane
"Penny Lane" là ca khúc của ban nhạc The Beatles, được viết chính bởi Paul McCartney, song vẫn được ghi cho Lennon-McCartney. Ca khúc được phát hành vào tháng 2 năm 1967 trong quá trình thu âm Sgt. Pepper đi kèm với đĩa đơn "Strawberry Fields Forever" ở mặt A. Cả hai ca khúc này sau đó đều được cho vào trong album Magical Mystery Tour (1967). Đĩa đơn này thực tế được phát hành vì các nhà sản xuất không muốn có một khoảng thời gian gián đoạn quá dài của ban nhạc.
Năm 2004, tạp chí Rolling Stone xếp "Penny Lane" ở vị trí 456 trong danh sách "500 bài hát vĩ đại nhất".

## Thành phần tham gia sản xuất
Theo Ian McDonald:
- Paul McCartney – hát chính, hát bè và hát nền, piano và bass.
- John Lennon – hát bè và hát nền, piano, conga, tay vỗ.
- George Harrison – hát nền, chuông tay và tay vỗ.
- Ringo Starr – trống, sắc-xô.
- George Martin – piano, chỉ huy dàn nhạc, sản xuất.
- David Mason – piccolo trumpet solo.
- Ray Swinfield, P. Goody, Manny Winters – flute, piccolo.
- Leon Calvert, Freddy Clayton, Bert Courtley, Duncan Campbell – trumpet, flugelhorn.
- Dick Morgan, Mike Winfield – ô-boa, kèn cor.
- Frank Clarke – double bass.

Tháng 8 năm 1987, cây piccolo trumpet mà Mason chơi solo trong ca khúc này và 2 ca khúc khác của The Beatles ("All You Need Is Love" và "Magical Mystery Tour") đã được bán đấu giá bởi Sotheby's với giá 10.846$.

## Xếp hạng
| Bảng xếp hạng (1967)   | Vị trí cao nhất |
| ---------------------- | --------------- |
| Canada CHUM Chart      | 1               |
| UK Singles Chart       | 2               |
| U.S. Billboard Hot 100 | 1               |